# Fabrizio Gifuni
Fabrizio Gifuni (n. 16 iulie 1966, Roma, Italia) este un actor italian, câștigător al David di Donatello pentru cel mai bun actor principal (2023) pentru Esterno notte.